# Candelaria pacifica
Candelaria pacifica is een wijd verspreid korstmos behorend tot de familie Candelariaceae. Het leeft voornamelijk in de voedselrijke schors van loofbomen. Hij leeft in symbiose een chlorococcoïde alg.

## Determinatie

### Uiterlijke kenmerken
Candelaria pacifica heeft een kleine, gelobde thallus met een diameter tot 1 cm. Het is struikvormig. De lobben zijn 0,1 tot 0,6 mm breed. Het heeft soredia. De bovenste cortex is geel, met tinten citroen, sinaasappel of groen aanwezig, glad, tot 45 µm dik. Het medulla is wit en dun en de onderste cortex ontbreekt. Rhizines ontbreken. Apotheciën komen vaak voor en hebben een diameter tot 1 mm. 
K, C, KC en P kleurreacties zijn allemaal negatief op het oppervlak en de medulla.

### Microscopische kenmerken
De asci zijn 8-sporig. De ascosporen zijn kleurloos, ellipsoïde en bevatten lipidedruppeltjes. Pycnidiën verschijnen op het oppervlak als oranje wratten. De conidiën zijn ellipsvormig.

## Ecologie
Als korstmos zit C. pacifica vast aan het substraat en ondersteunt onderwijl hiermee een populatie groene algen via een symbiotische relatie binnen zijn thallus. Het leeft voornamelijk in de voedselrijke schors van loofbomen. Hij komt af- en toe voor op naaldbomen. Vaak op vrijstaande bomen of aan bosranden. Hij kan ook groeien op dode schors en hout dat niet vastzit aan momenteel levende bomen.

## Verspreiding
Deze soort werd voor het eerst geïdentificeerd aan de westkust van Noord-Amerika, waar het verspreidingsgebied zich uitstrekt van de Sonorawoestijn in de Verenigde Staten tot aan de staten Washington en Idaho, en zich uitstrekt tot in Canada en Zuid-Amerika. De Europese verspreiding omvat Frankrijk, België, Luxemburg, Polen, Estland, Zwitserland, Rusland, Duitsland, Nederland en Scandinavische provincies. Het wordt ook gevonden in Iran. 
Candelaria pacifica is in 2001 in Nederland vastgesteld.

## Taxonomie
Candelaria pacifica is wetenschappelijke beschreven in 2011 door Martin Westberg en Ulf Arup. Daarvoor werd het vaak verward met andere soorten in het geslacht Candelaria. Sinds de ontdekking ervan zijn veel oudere archieven beoordeeld en zijn veel herbariumsoorten die eerder verkeerd waren gelabeld, opnieuw gedetermineerd als Candelaria pacifica.